# Psiônica
Na ficção científica americana das décadas de 1950 e 60, psiônica era uma disciplina proposta que aplicava princípios de engenharia (especialmente eletrônica) ao estudo (e emprego) de fenômenos paranormais ou psíquicos, como telepatia e psicocinesia. O termo é uma palavra-valise de psi (no sentido de "fenômenos psíquicos ") e os -ônica da eletrônica. A palavra "psiônica" começou como, e sempre permaneceu, um termo de arte dentro da fandom da ficção científica e—apesar dos esforços promocionais do editor John W. Campbell, Jr—nunca alcançou aceitação geral, mesmo entre os parapsicólogos acadêmicos. Nos anos após o termo ter sido cunhado em 1951, tornou-se cada vez mais evidente que nenhuma evidência científica apoia a existência de habilidades "psiônicas".

## Etimologia
Em 1942, dois autores—o biólogo Bertold Wiesner e o psicólogo Robert Thouless—introduziram o termo "psi" (de ψ psi, 23ª letra do alfabeto grego) à parapsicologia em um artigo publicado na British Journal of Psychology. (Este caractere grego foi escolhido como apropriado, pois é a letra inicial da palavra grega ψυχή [psyche] - significando "mente" ou "alma".) A intenção era que "psi" representasse o "fator desconhecido" na percepção extrassensorial e na psicocinesia, experiências que se acreditavam inexplicadas por quaisquer mecanismos físicos ou biológicos conhecidos. Em um livro de 1972, Thouless insistiu que ele e Wiesner cunharam esse uso do termo "psi" antes de seu uso nos círculos de ficção científica, explicando que sua intenção era fornecer um termo mais neutro do que "PES", que não sugeriria uma teoria preexistente do mecanismo.
A palavra "psiônica" apareceu impressa pela primeira vez em uma novela do escritor de ficção científica Jack Williamson—The Greatest Invention—publicada na revista Astounding Science Fiction em 1951. Williamson o derivou de "psion", uma "unidade de energia mental" fictícia descrita na mesma história. Só mais tarde o termo foi retroativamente descrito em artigos de não ficção em Astounding como uma palavra-valise de "eletrônica psíquica", do editor John W. Campbell. A nova palavra foi derivada por analogia com o termo anterior radiônica, que combinava rádio com eletrônica e foi inventada na década de 1940 para se referir ao trabalho do médico e pseudocientista Albert Abrams do início do século XX. A mesma analogia foi subsequentemente adotada em uma série de neologismos com temas de ficção científica, notadamente biônica (bio- + eletrônica; cunhada em 1960) e criônica (crio- + eletrônica; cunhada em 1967).

## Contexto
Na década de 1930, três homens foram cruciais para incitar o entusiasmo inicial de John W. Campbell por uma "nova ciência da mente", interpretada como "[princípios de] engenharia aplicados à mente". O primeiro foi o matemático e filósofo Norbert Wiener—conhecido como o "pai da cibernética"—que fez amizade com Campbell quando ele era estudante de graduação (1928-1931) no MIT. O segundo foi o parapsicólogo Joseph Banks Rhine, cujo laboratório de parapsicologia na Duke University já era famoso por suas investigações de "PES" quando Campbell era um estudante de graduação lá (1932–34). O terceiro era um não acadêmico: Charles Fort, o autor e divulgador paranormal cujo livro de 1932 Wild Talents encorajou fortemente o crédito no testemunho de pessoas que experimentaram telepatia e outros "fenômenos anômalos".
A ideia de que as pessoas comuns utilizam apenas uma pequena fração das capacidades (potencialmente enormes) do cérebro humano tornou-se uma "ideia preferida" para Campbell quando ele publicou seus próprios escritos de ficção científica como um estudante universitário. Em um conto de 1932, ele afirmou que "nenhum homem em toda a história jamais usou nem mesmo metade da parte pensante de seu cérebro". Ele deu continuidade a essa ideia em uma nota para outra história publicada cinco anos depois:
A capacidade total da mente, mesmo no presente, é infinita para todos os efeitos e propósitos. Se todo o equipamento pudesse ser conectado a uma unidade em funcionamento, a inteligência resultante seria capaz de conquistar um mundo sem muita dificuldade.
Em 1939, escreveu em um editorial na revista Unknown, que editou:
É tão estranho que essa massa desconhecida [o cérebro humano] tenha algum poder não adivinhado pelo qual sinta e veja além, diretamente, encontrando mente a mente em telepatia, sentindo de forma direta a verdade das coisas pela clarividência?
Junto com Charles Fort, Campbell acreditava que já havia muitos indivíduos com "poderes psi" latentes entre nós inconscientemente e ele levou essa crença um passo adiante ao considerar o desenvolvimento de tais poderes como o "próximo passo" na evolução humana. Ao longo de sua carreira, Campbell buscou bases para uma nova "psicologia científica" e foi fundamental na formulação da ideia de um de seus escritores de ficção científica mais criativosa—"Dianética" de L. Ron Hubbard. O entusiasmo de Campbell pela Dianética—que mais tarde se transformou na Igreja da Cientologia—era quente em 1949 e 1950, mas tinha esfriado consideravelmente em 1951, quando viu Hubbard pela última vez.

## História
Com o incentivo de Campbell, ou sob sua direção, habilidades "psiônicas" começaram a aparecer frequentemente em histórias de ficção científica de revistas em meados da década de 1950, fornecendo aos personagens habilidades sobrenaturais ou sobrenaturais. O primeiro exemplo foi a novela de Murray Leinster , The Psionic Mousetrap, publicada no início de 1955. Exemplos de habilidades psíquicas na ficção, atribuídas a agências sobrenaturais ou de outra forma, são anteriores à moda "psiônica". Mas os editores de The Encyclopedia of Science Fiction descrevem e definem um "boom psi" no gênero ficção científica do pós-guerra—"que ele [Campbell] arquitetou"—datando de meados da década de 1950 até o início dos anos 1960. Eles citam Jack of Eagles de James Blish (1952), More Than Human de Theodore Sturgeon (1953), Wild Talent de Wilson Tucker (1954) e The Power (1956) de Frank M. Robinson (1956) como exemplos. The Demolished Man (1953), de Alfred Bester, é um exemplo pioneiro de uma obra que descreve uma sociedade na qual as pessoas com habilidades "psi" estão totalmente integradas. Visto que os anos do "boom psi" coincidiram com o período mais sombrio e paranoico da Guerra Fria, é natural que muitos exemplos da utilidade da telepatia na espionagem (por exemplo, os de Randall Garrett) fossem produzidos. Em termos de continuidade literária, os editores de The Encyclopedia of Science Fiction apontam que:
Todos os poderes psi, é claro, costumavam fazer parte do repertório de mágicos poderosos, e a maioria aparece em romances do oculto.
Em 1956, Campbell começou a promover um dispositivo psiônico conhecido como máquina de Hieronymus. Ele enfrentou o ceticismo de cientistas que o consideraram pseudocientífico e até mesmo um exemplo de charlatanismo.
Parte do ímpeto foi tirado da propulsão da psiônica em 1957 quando Martin Gardner, na edição atualizada de seu livro Fads and Fallacies in the Name of Science, escreveu que o estudo dos psiônicos é "ainda mais engraçado do que Dianética ou as histórias de Shaver do Ray Palmer", e criticou as crenças e afirmações de Campbell como um disparate anticientífico.